# Kiża (Buriacja)
Kiża (ros. Кижа) – osiedle przy stacji w Rosji, w Buriacji, w rejonie zaigrajewskim. W 2010 liczyło 84 mieszkańców.